# Nicon maculata
Nicon maculata är en ringmaskart som beskrevs av Johan Gustaf Hjalmar Kinberg 1866. Nicon maculata ingår i släktet Nicon och familjen Nereididae. Inga underarter finns listade i Catalogue of Life.